# Sự nghiệp diễn xuất của Humphrey Bogart

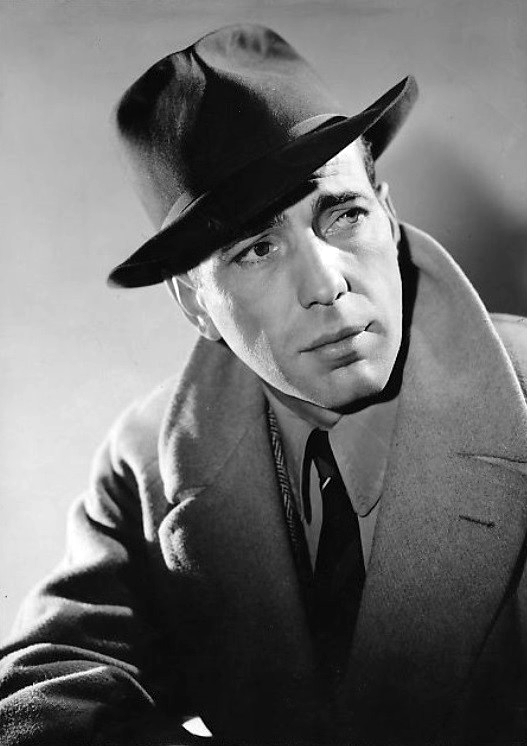
Bogart trong bộ phim Brother Orchid, năm 1940

Humphrey Bogart (1899–1957) là một nam diễn viên và nhà sản xuất người Mỹ trong suốt 36 năm sự nghiệp, bắt đầu từ các vở kịch sân khấu trực tiếp ở New York vào năm 1920. Ông sinh ra tại một gia đình giàu có ở Upper West Side, New York và là con đầu lòng cũng như con trai duy nhất của họa sĩ minh họa Maud Humphrey cùng bác sĩ Belmont Deforest Bogart. Ông sau đó còn có thêm hai người em gái là Patricia và Catherine. Cha mẹ của Bogart tin rằng ông sẽ đạt thành tích xuất sắc trong học tập và có thể trúng tuyển Đại học Yale, trở thành bác sĩ phẫu thuật. Họ đã ghi danh ông vào các trường tư thục gồm Học viện Delancey, Trinity và Phillips Academy, nhưng Bogart lại không có khuynh hướng trở thành một học giả và chưa bao giờ hoàn thành chương trình học tại Phillips. Ông sau đó đã gia nhập Hải quân Hoa Kỳ năm 1918.
Sau khi hoàn thành nghĩa vụ quân sự, Bogart tham gia vào các tác phẩm sân khấu. Ban đầu ông được tuyển vào làm quản lý sân khấu cho hai vở kịch Experience và The Ruined Lady, trước khi lần đầu xuất hiện trên sân khấu trong vở kịch Drifting vào năm 1922. Một truyền thuyết lặp đi lặp lại về Bogart là câu thoại của ông trong vở kịch Hell's Bells năm 1925 "Có ai chơi quần vợt không?" ("Tennis, anyone?"), nhưng Bogart đã phủ nhận điều đó, nói rằng câu thoại của ông là "Ngoài kia là bốn mươi tình yêu." Toàn bộ các vai diễn trên sân khấu của ông bao gồm hơn một tá vở kịch, kéo dài trên một thập kỷ. Ông bắt đầu theo đuổi sự nghiệp điện ảnh vào năm 1928, lần đầu tiên xuất hiện trong bộ phim ngắn The Dancing Town và sau đó là Broadway's Like That năm 1930. Bogart đã xuất hiện trong 75 bộ phim truyện và khi đó ông tin rằng bản thân đang trên con đường trở thành một ngôi sao khi ký hợp đồng năm 1929 với Fox Film. Các tác phẩm ông đóng cho hãng gồm A Devil with Women, Up the River, A Holy Terror, Body and Soul và Women of All Nations, cũng như Bad Sister cho Universal Pictures, nhìn chung là một sự thất vọng đối với Bogart và ông đã quyết định trở lại hoạt động sân khấu ở New York.
Vai diễn mang tính bước ngoặt của Bogart là tên sát nhân bỏ trốn Duke Mantee mà ông đóng trong 197 buổi biểu diễn vở kịch The Petrified Forest vào năm 1935 trên sân khấu Broadway, với nam diễn viên Leslie Howard là người thủ vai chính. Vở kịch và vai diễn trong phiên bản điện ảnh đã đưa Bogart trở thành ngôi sao và giúp ông có được một hợp đồng điện ảnh với Warner Bros.. Ông đã tham gia đóng phim trong 48 tác phẩm cho hãng, nổi bật trong số này có The Maltese Falcon, To Have and Have Not, Key Largo và Casablanca, tác phẩm mang về cho Bogart đề cử đầu tiên cho Giải Oscar cho nam diễn viên chính xuất sắc nhất. Bogart cuối cùng giành được giải thưởng tại lần đề cử thứ hai cho màn trình diễn năm 1951 của ông trong bộ phim The African Queen của United Artists. Đề cử Oscar thứ ba của ông là cho diễn xuất trong bộ phim The Caine Mutiny năm 1954 của Columbia Pictures. Ngoài sự nghiệp điện ảnh của mình, Bogart cũng đóng vai khách mời trong nhiều chương trình phát thanh và truyền hình, chủ yếu là diễn lại các vai diễn điện ảnh của ông. Ông sau đó tiếp tục thành lập công ty Santana Productions vào năm 1948; bộ phim In a Lonely Place sản xuất năm 1950 của công ty đã được Viện lưu trữ phim quốc gia chọn để bảo tồn vĩnh viễn vì ý nghĩa của nó "về mặt văn hóa, lịch sử hoặc thẩm mỹ". Santana Productions cũng tạo ra một loạt radio nửa giờ trong hai năm 1951 và 1952 Bold Venture như là một phương tiện quảng bá cho Bogart và vợ ông Lauren Bacall.

## Sân khấu Broadway (1920–1935)

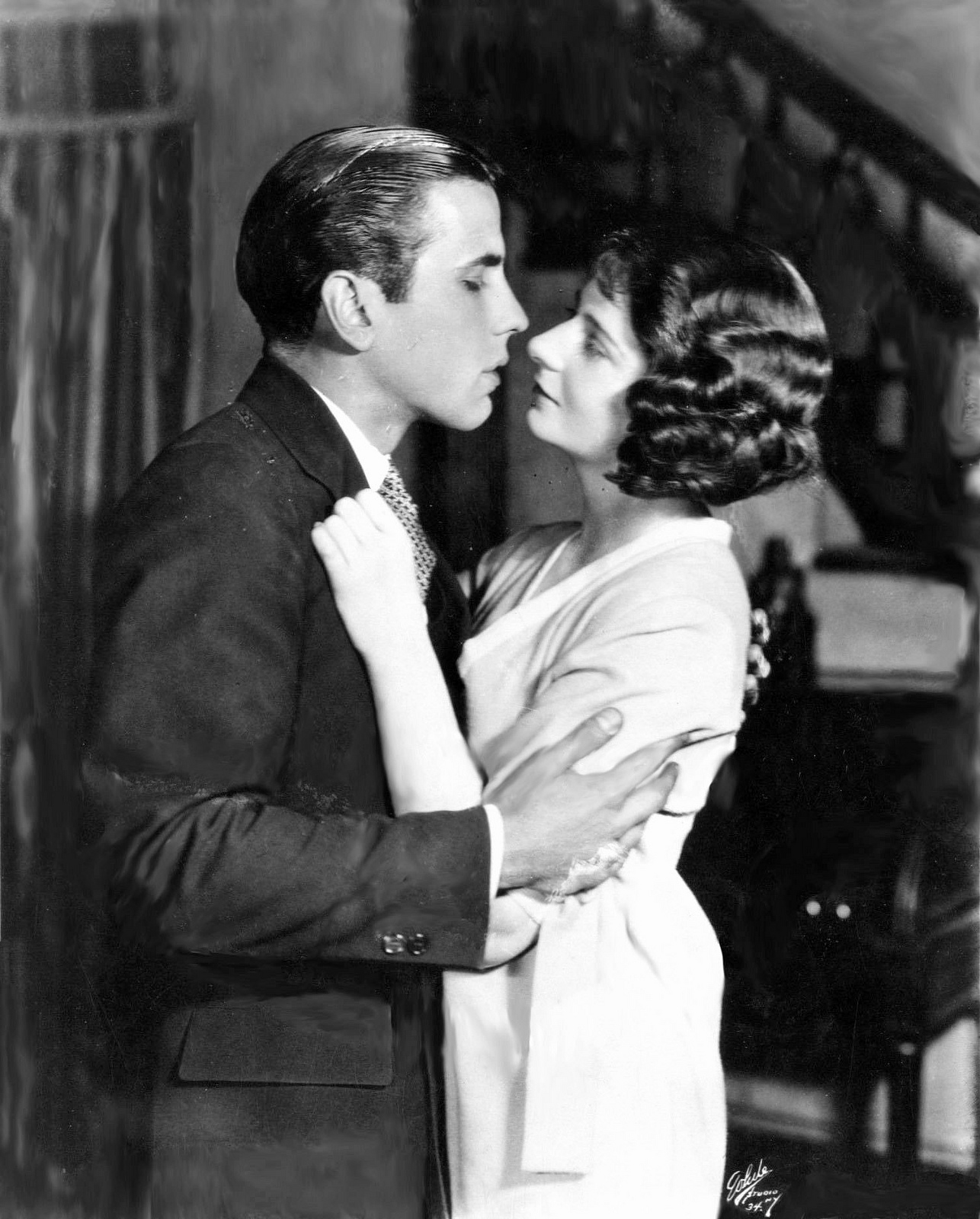
Bogart và Shirley Booth trong vở kịch Hell's Bells (1925)

Sau khi Bogart hoàn thành nghĩa vụ trong Chiến tranh thế giới thứ nhất cho Hải quân Hoa Kỳ, ông tìm được một việc làm sân khấu ở New York. Ông đã quản lý sân khấu cho vở kịch Experience năm 1920 và sau đó trở thành người quản lý tour diễn cho vở The Ruined Lady. Thời điểm mới bắt đầu theo đuổi sự nghiệp diễn xuất, vai diễn đầu tay của ông là trong vở kịch Drifting năm 1922.
Bogart đã xuất hiện trong 18 tác phẩm trên sân khấu Broadway, bao gồm cả vai diễn đưa ông đến với danh tiếng và thành công trong lĩnh vực điện ảnh; từ tháng 1 đến tháng 6 năm 1935, ông đã xuất hiện trong 197 buổi biểu diễn của vở The Petrified Forest trong vai Duke Mantee, một kẻ giết người chạy trốn qua biên giới Arizona-Mexico để trốn khỏi sự truy bắt của cảnh sát.
Leslie Howard góp mặt trong vai chính Alan Squier. Ngoại trừ The Petrified Forest, các nguồn tin không cho biết Bogart có tham gia vào tất cả các buổi diễn của vở kịch nào không.
| Vở kịch                | Năm       | Vai diễn         | Rạp hát                 | Ghi chú                                                                    | Nguồn.        |
| ---------------------- | --------- | ---------------- | ----------------------- | -------------------------------------------------------------------------- | ------------- |
| Drifting               | 1922      | Nhiều vai        | Nhà hát Playhouse       |                                                                            | [ 7 ]         |
| Swifty                 | 1922      | Tom Proctor      | Nhà hát Playhouse       |                                                                            | [ 11 ]        |
| Meet the Wife          | 1923      | Gregory Brown    | Nhà hát Klaw            |                                                                            | [ 12 ]        |
| Nerves                 | 1924      | Bob Thatch       | Nhà hát Hài kịch        |                                                                            | [ 13 ]        |
| Hell's Bells           | 1925      | Jimmy Todhunter  | Nhà hát của Wallack     |                                                                            | [ 14 ]        |
| Cradle Snatchers       | 1925      | Jose Vallejo     | Nhà hát Music Box       |                                                                            | [ 15 ]        |
| Baby Mine              | 1927      | Alfred Hardy     | Nhà hát Đường 46 Chanin |                                                                            | [ 16 ] [ 17 ] |
| Saturday's Children    | 1927      | Rims O'Neil      | Nhà hát Booth           |                                                                            | [ 18 ]        |
| Saturday's Children    | 1928      | Rims O'Neil      | Nhà hát Forrest         |                                                                            | [ 19 ]        |
| Skyrocket              | 1929      | Vic. Ewing       | Nhà hát Lyceum          |                                                                            | [ 20 ]        |
| It's a Wise Child      | 1929–1930 | Roger Baldwin    | Nhà hát Belasco         |                                                                            | [ 21 ]        |
| After All              | 1931      | Duff Wilson      | Nhà hát Booth           |                                                                            | [ 22 ]        |
| I Loved You Wednesday  | 1932      | Randall Williams | Nhà hát Sam H. Harris   |                                                                            | [ 23 ]        |
| Chrysalis              | 1932      | Don Ellis        | Nhà hát Martin Beck     |                                                                            | [ 24 ]        |
| Our Wife               | 1933      | Jerry Marvin     | Nhà hát Booth           |                                                                            | [ 25 ]        |
| The Mask and the Face  | 1933      | Luciano Spina    | Nhà hát Nghiệp đoàn     |                                                                            | [ 26 ]        |
| Invitation to a Murder | 1934      | Horatio Channing | Nhà hát Masque          |                                                                            | [ 27 ]        |
| The Petrified Forest   | 1935      | Duke Mantee      | Nhà hát Broadhurst      | Biểu diễn 197 lần, đóng cùng với Leslie Howard trong vai chính Alan Squier | [ 9 ]         |

## Phim ngắn (1928–1930)
Bogart luôn tin rằng sự nghiệp tương lai của mình là ở ngành công nghiệp điện ảnh đang phát triển mạnh mẽ. Sau khi ký hợp đồng với Charles Frohman Productions, ông được chọn vào vai nam chính cùng với nữ diễn viên Helen Hayes trong bộ phim câm The Dancing Town (1928) của Paramount Pictures. Ông cũng xuất hiện trong bộ phim ngắn của Vitaphone, Broadway's Like That (1930), có sự góp mặt của Joan Blondell và Ruth Etting.
| Tên phim             | Năm  | Vai diễn                        | Ghi chú                             | Nguồn. |
| -------------------- | ---- | ------------------------------- | ----------------------------------- | ------ |
| The Dancing Town     | 1928 | Người đàn ông tại bữa tiệc nhảy | Paramount Pictures                  | [ 30 ] |
| Broadway's Like That | 1930 | Vị hôn phu của Ruth             | Soundtrack đã bị thất lạc Vitaphone | [ 31 ] |

## Phim điện ảnh (1930–1956)

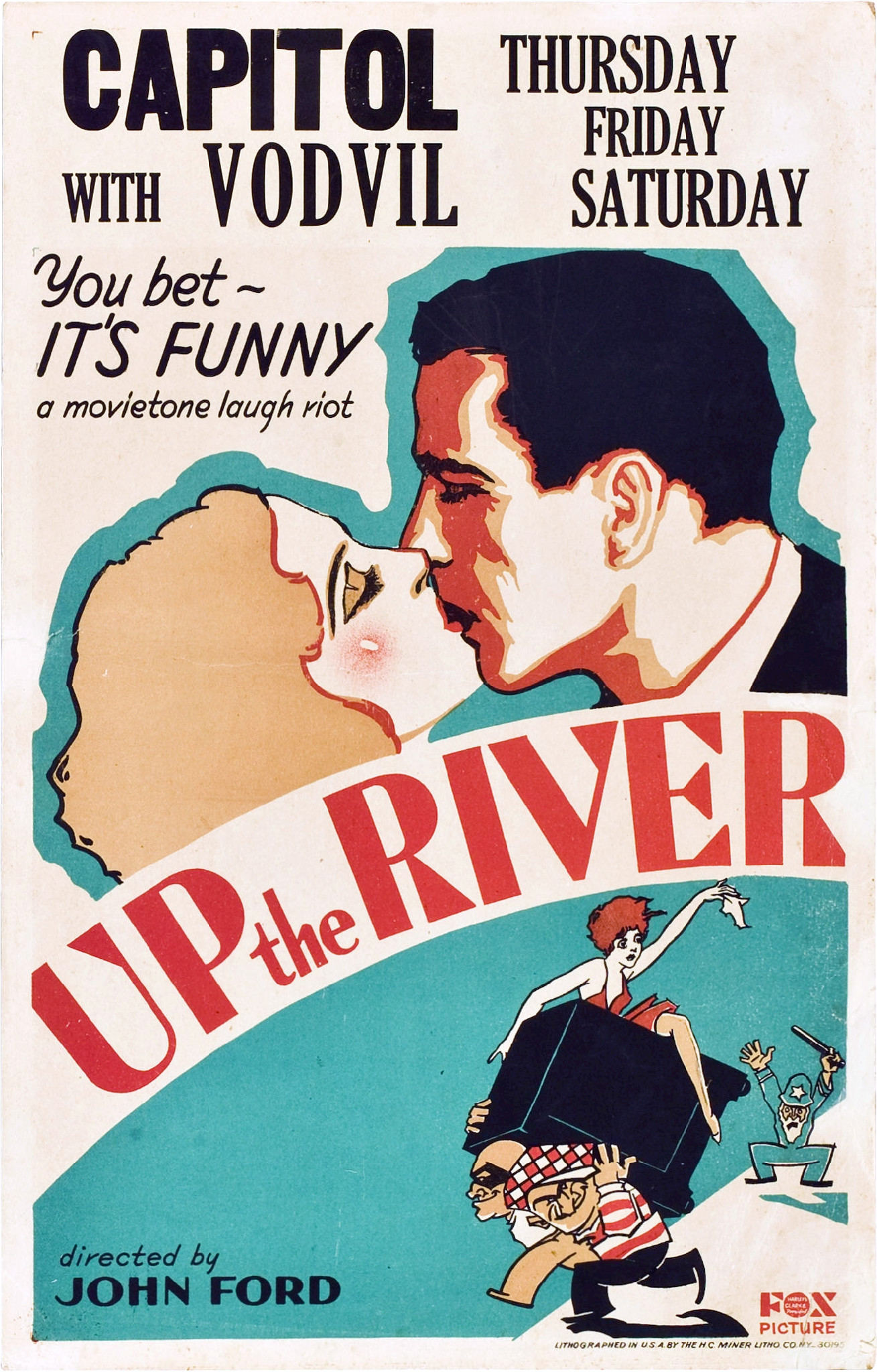
Claire Luce và Bogart trong phim Up the River (1930)

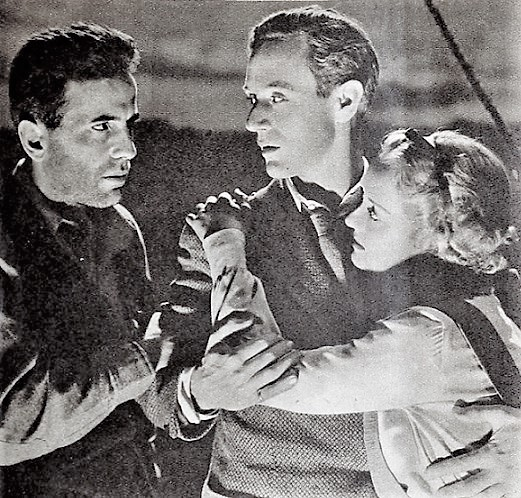
Bogart, Leslie Howard và Bette Davis trong phim The Petrified Forest (1936)

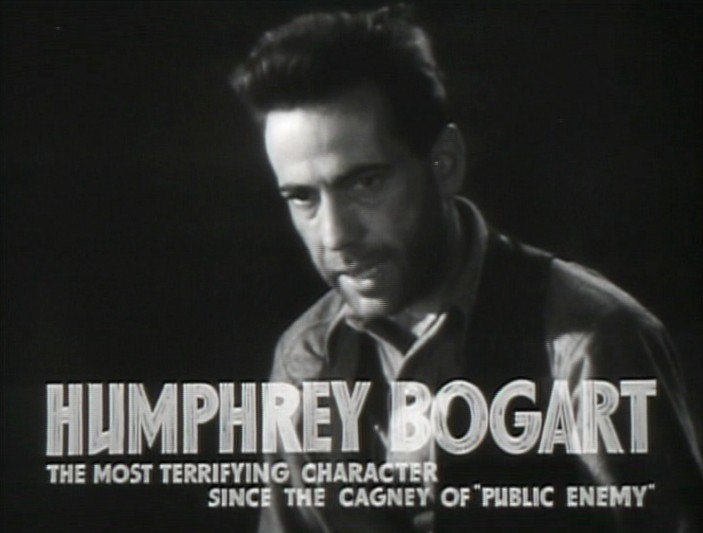
Bogart trong trailer của The Petrified Forest (1936)

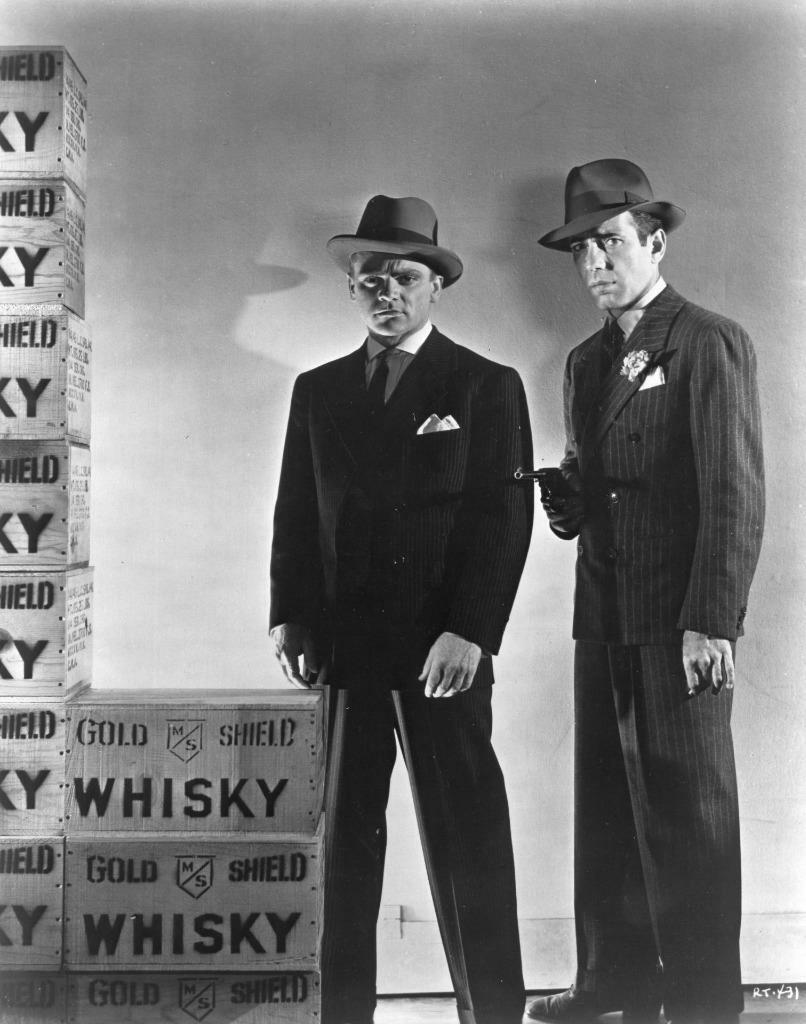
James Cagney và Bogart trong phim The Roaring Twenties (1939)

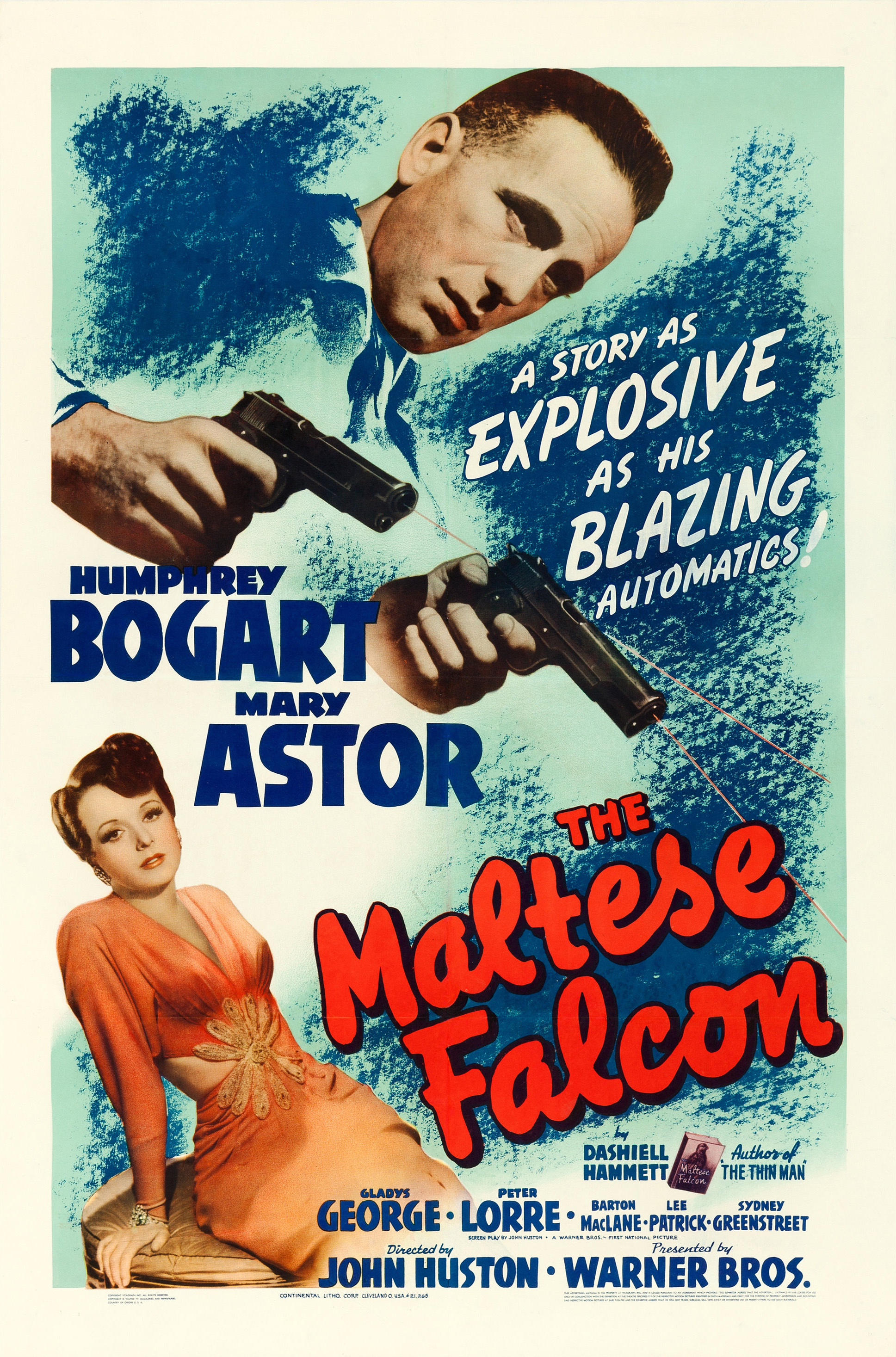
Bogart trong phim The Maltese Falcon (áp phích năm 1941)

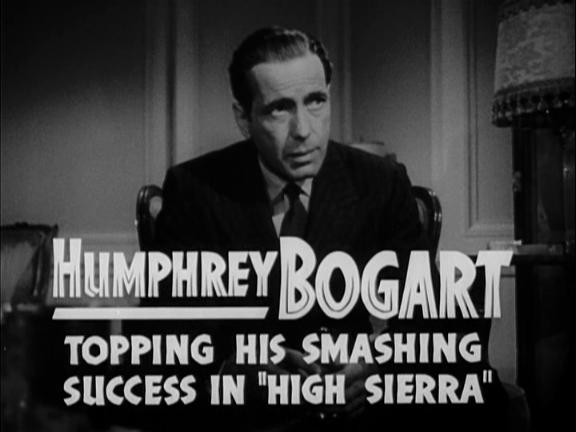
Bogart và vai Sam Spade trong trailer phim The Maltese Falcon

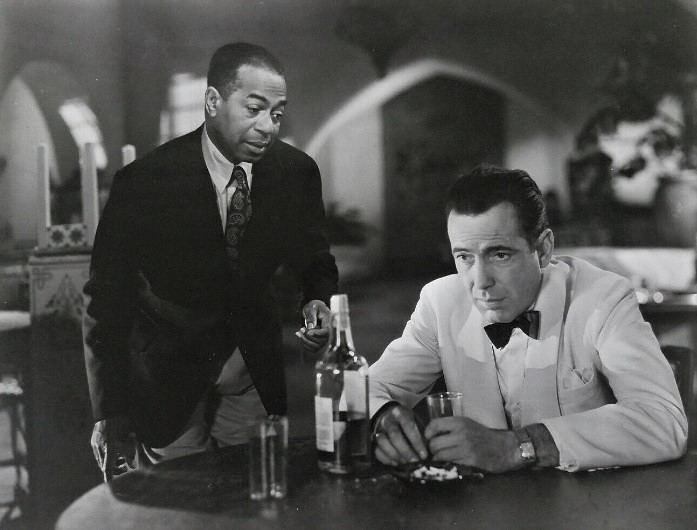
Dooley Wilson và Bogart trong phim Casablanca (1942)

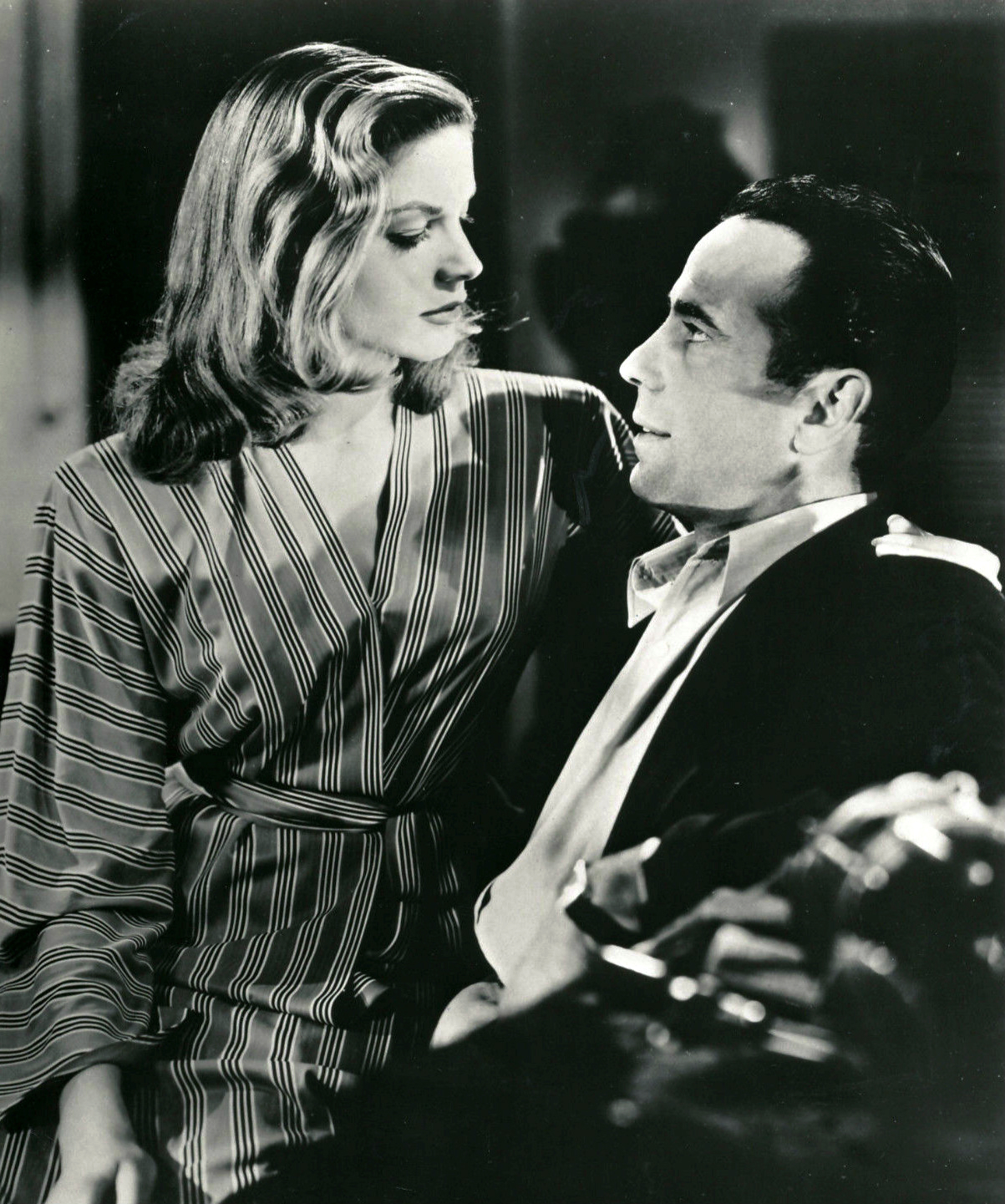
Bacall và Bogart trong phim To Have and Have Not (1944)

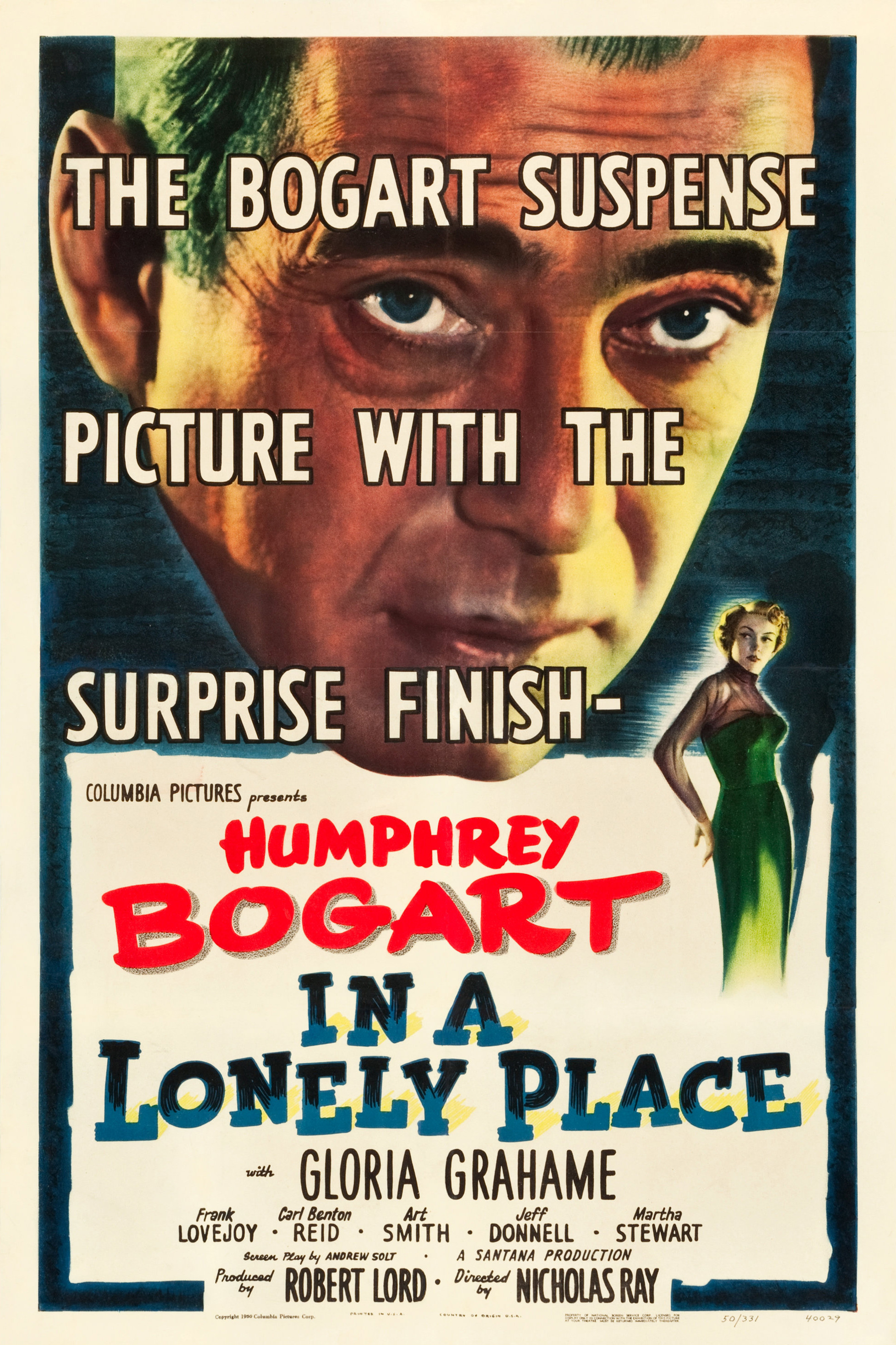
In a Lonely Place (áp phích năm 1950)

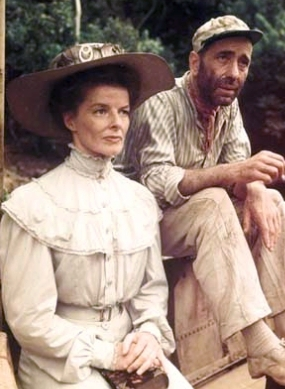
Katharine Hepburn và Humphrey Bogart trong phim The African Queen (1951)

Humphrey Bogart đã vào vai 75 bộ phim điện ảnh khác nhau trong suốt sự nghiệp của mình. Có hai sự kiện tình cờ đã giúp mở đường cho tham vọng sự nghiệp của ông. Trong nửa cuối những năm 1920, sự chuyển đổi của ngành công nghiệp điện ảnh từ kỷ nguyên phim câm sang phim có tiếng đã chuyển hướng trọng tâm sang các diễn viên sân khấu có tài năng thanh nhạc được rèn giũa trực tiếp trước khán giả. Khi sự sụp đổ của thị trường chứng khoán năm 1929 gây ra cuộc Đại khủng hoảng ở Hoa Kỳ, việc tài trợ cho các buổi biểu diễn trên sân khấu trở nên bấp bênh. Em rể của Bogart, Stuart Rose, cũng là nhân viên của Fox Film, đã sắp xếp được một buổi thử vai cho ông với Al Lewis, giám đốc điều hành Fox. Sau khi xem màn trình diễn của Bogart, văn phòng chi nhánh tại Hollywood của Fox đã ra chỉ thị yêu cầu Lewis phải cho Bogart ký hợp đồng với mức lương 750 USD mỗi tuần và số tiền này sẽ tăng lên 1.000 USD mỗi tuần nếu ông đạt thành tích như mong đợi:
Tôi sẽ trở thành ngôi sao điện ảnh lớn nhất mà Hollywood từng thấy.— Humphrey Bogart nói sau khi ký hợp đồng với Fox vào năm 1929

Các bộ phim được thực hiện tại Hollywood theo hợp đồng của Bogart với Fox là Up the River (1930), A Devil with Women (1930), A Holy Terror (1931), Body and Soul (1931) và Women of All Nations (1931; tất cả các cảnh của ông trong phim đã bị cắt). Khi còn ở California, ông cũng vào vai trong phim Bad Sister (1931) của hãng Universal Pictures. Tuy nhiên, Bogart lại không mấy ấn tượng với thành phẩm cuối cùng và quyết định quay trở lại sự nghiệp sân khấu của mình ở New York.
Khi Warner Bros. mua bản quyền làm phim của vở kịch The Petrified Forest, hãng đã giữ lại Leslie Howard trong vai chính mà ông thể hiện trên sân khấu Broadway, nhưng thay thế Bogart bằng Edward G. Robinson trong vai Mantee. Howard đã can thiệp vào hợp đồng để đòi lại vai diễn cho đồng nghiệp sau đó. Nhờ sự thành công với màn trình diễn trong bộ phim phát hành năm 1936, Jack L. Warner đã ký kết hợp đồng với Bogart cho mức lương khởi điểm 550 USD một tuần, kèm theo các điều khoản đạo đức và những lựa chọn tài chính có thể đem lại cho ông mức lương cao hơn gấp ba lần thu nhập hàng tuần.
Ông đã tiếp tục xuất hiện trong các bộ phim truyện suốt phần đời còn lại của mình và từng tuyên bố rằng "tại Warner Bros. vào những năm 30, tôi đã trở thành một nhà máy sản xuất phim một thành viên." Tổng cộng, ông vào vai trong 48 bộ phim cho Warner Bros., nhiều hơn bất kỳ hãng phim nào khác mà ông từng làm việc. Các tác phẩm nổi bật của Bogart gồm một số bộ phim nổi tiếng nhất trong sự nghiệp điện ảnh của ông, gồm: Dark Victory (1939), High Sierra (1941), The Maltese Falcon (1941), Casablanca (1942), To Have and Have Not (1944), The Big Sleep (1946), The Treasure of the Sierra Madre (1948) và Key Largo (1948).
Vào năm 1948, Bogart đã thành lập Santana Productions, công ty sản xuất những bộ phim nổi tiếng như Knock on Any Door (1949), Tokyo Joe (1949), And Baby Makes Three (1949) với sự tham gia của Robert Young và Barbara Hale; Sirocco (1951), The Family Secret (1951) với sự tham gia của John Derek và Lee J. Cobb và Beat the Devil (1951), tác phẩm nhại lại The Maltese Falcon của Bogart. Đặc biệt, tác phẩm In a Lonely Place (1950) của công ty đã được thêm vào danh sách của Viện lưu trữ phim quốc gia vào năm 2007, "được lưu giữ cho mọi thời đại". Việc đưa bộ phim vào danh sách dựa trên sự quan trọng đáng kể "về mặt văn hóa, lịch sử hoặc thẩm mỹ" của phim.

### Danh sách phim điện ảnh
| Tên phim                         | Năm  | Vai diễn                                       | Ghi chú | Nguồn.         |
| -------------------------------- | ---- | ---------------------------------------------- | --- | -------------- |
| A Devil with Women               | 1930 | Tom Standish                                   | Fox Film | [ 41 ]         |
| Up the River                     | 1930 | Steve Jordan                                   | Fox Film | [ 42 ]         |
| Bad Sister                       | 1931 | Valentine Corliss                              | Universal Pictures Phát hành thông qua Warner Bros.                                                                                          | [ 43 ]         |
| A Holy Terror                    | 1931 | Steve Nash                                     | Fox Film | [ 44 ]         |
| Body and Soul                    | 1931 | Jim Watson                                     | Fox Film | [ 45 ]         |
| Women of All Nations             | 1931 | Stone Các cảnh có mặt ông đã bị xóa trong phim | Fox Film | [ 46 ]         |
| Big City Blues                   | 1932 | Shep Adkins                                    | Warner Bros. | [ 47 ]         |
| Three on a Match                 | 1932 | Harve                                          | Warner Bros. | [ 48 ]         |
| Love Affair                      | 1932 | Jim Leonard                                    | Columbia Pictures | [ 49 ]         |
| Midnight                         | 1934 | Gar Boni                                       | Còn có tên khác là Call It Murder Universal Pictures                                                                                         | [ 50 ]         |
| The Petrified Forest             | 1936 | Duke Mantee                                    | Warner Bros. | [ 51 ]         |
| Bullets or Ballots               | 1936 | Nick "Bugs" Fenner                             | Warner Bros. | [ 52 ]         |
| Two Against the World            | 1936 | Sherry Scott                                   | Còn có tên khác là One Fatal Hour Warner Bros.                                                                                               | [ 53 ]         |
| China Clipper                    | 1936 | Hap Stuart                                     | First National Pictures | [ 54 ]         |
| Isle of Fury                     | 1936 | Valentine "Val" Stevens                        | Warner Bros. | [ 55 ]         |
| Black Legion                     | 1937 | Frank Taylor                                   | Warner Bros. | [ 56 ]         |
| The Great O'Malley               | 1937 | John Phillips                                  | Warner Bros. | [ 57 ]         |
| Marked Woman                     | 1937 | Luật sư Quận David Graham                      | Warner Bros. | [ 58 ]         |
| San Quentin                      | 1937 | Joe "Red" Kennedy                              | Warner Bros. | [ 59 ]         |
| Kid Galahad                      | 1937 | Turkey Morgan                                  | Warner Bros. | [ 60 ]         |
| Dead End                         | 1937 | Hugh "Baby Face" Martin                        | Samuel Goldwyn Productions | [ 61 ]         |
| Stand-In                         | 1937 | Doug Quintain                                  | Walter Wanger Productions | [ 62 ]         |
| Swing Your Lady                  | 1938 | Ed Hatch                                       | Warner Bros. | [ 63 ]         |
| Crime School                     | 1938 | Phó ủy viên Mark Braden                        | Warner Bros. | [ 64 ]         |
| Men Are Such Fools               | 1938 | Harry Galleon                                  | Warner Bros. | [ 65 ]         |
| Racket Busters                   | 1938 | Pete "Czar" Martin                             | Warner Bros. | [ 66 ]         |
| The Amazing Dr. Clitterhouse     | 1938 | "Rocks" Valentine                              | Warner Bros. | [ 67 ]         |
| Angels with Dirty Faces          | 1938 | James Frazier                                  | Warner Bros. | [ 68 ]         |
| King of the Underworld           | 1939 | Joe Gurney                                     | Warner Bros. | [ 69 ]         |
| The Oklahoma Kid                 | 1939 | Whip McCord                                    | Warner Bros. | [ 70 ]         |
| You Can't Get Away with Murder   | 1939 | Frank Wilson                                   | Warner Bros. | [ 71 ]         |
| Dark Victory                     | 1939 | Michael O'Leary                                | Warner Bros. | [ 72 ]         |
| The Roaring Twenties             | 1939 | George Hally                                   | Warner Bros. | [ 73 ]         |
| The Return of Doctor X           | 1939 | Bác sĩ Maurice Xavier, hay Marshall Quesne     | Warner Bros. | [ 74 ]         |
| Invisible Stripes                | 1939 | Chuck Martin                                   | Warner Bros. | [ 75 ]         |
| They Drive by Night              | 1940 | Paul Fabrini                                   | Warner Bros. | [ 76 ]         |
| Virginia City                    | 1940 | John Murrell                                   | Warner Bros. | [ 77 ]         |
| It All Came True                 | 1940 | Grasselli hay Chips Maguire                    | Warner Bros. | [ 78 ]         |
| Brother Orchid                   | 1940 | Jack Buck                                      | Warner Bros. | [ 79 ]         |
| High Sierra                      | 1941 | Roy Earle                                      | Warner Bros. | [ 80 ]         |
| The Wagons Roll at Night         | 1941 | Nick Coster                                    | Warner Bros. | [ 81 ]         |
| The Maltese Falcon               | 1941 | Sam Spade                                      | Tác phẩm đầu tay của Sydney Greenstreet Warner Bros.                                                                                         | [ 82 ]         |
| All Through the Night            | 1942 | Alfred 'Gloves' Donahue                        | Warner Bros. | [ 83 ]         |
| The Big Shot                     | 1942 | Joseph "Duke" Berne                            | Warner Bros. | [ 84 ]         |
| Across the Pacific               | 1942 | Rick Leland                                    | Warner Bros. | [ 85 ]         |
| Casablanca                       | 1942 | Rick Blaine                                    | Được đề cử Giải Oscar cho nam diễn viên chính xuất sắc nhất Warner Bros.                                                                     | [ 86 ]         |
| Action in the North Atlantic     | 1943 | Trung úy Joe Rossi                             | Warner Bros. | [ 87 ]         |
| Sahara                           | 1943 | Trung sĩ Joe Gunn                              | Columbia Pictures | [ 88 ]         |
| Thank Your Lucky Stars           | 1943 | Chính mình                                     | Warner Bros. | [ 89 ]         |
| Passage to Marseille             | 1944 | Jean Matrac                                    | Warner Bros. | [ 90 ]         |
| To Have and Have Not             | 1944 | Harry "Steve" Morgan                           | Bộ phim đầu tiên của Lauren Bacall Warner Bros.                                                                                              | [ 91 ]         |
| Conflict                         | 1945 | Richard Mason                                  | Warner Bros. | [ 92 ]         |
| The Big Sleep                    | 1946 | Philip Marlowe                                 | Warner Bros. | [ 93 ]         |
| Dead Reckoning                   | 1947 | Đại úy Warren "Rip" Murdock                    | Columbia Pictures | [ 94 ]         |
| The Two Mrs. Carrolls            | 1947 | Geoffrey Carroll                               | Warner Bros. | [ 95 ]         |
| Dark Passage                     | 1947 | Vincent Parry                                  | Warner Bros. | [ 96 ]         |
| Always Together                  | 1948 | Chính mình                                     | Warner Bros. | [ 97 ]         |
| The Treasure of the Sierra Madre | 1948 | Fred C. Dobbs                                  | Warner Bros. | [ 98 ]         |
| Key Largo                        | 1948 | Frank McCloud                                  | Warner Bros. | [ 99 ]         |
| Knock on Any Door                | 1949 | Andrew Morton                                  | Santana Productions | [ 100 ]        |
| Tokyo Joe                        | 1949 | Joseph "Joe" Barrett                           | Santana Productions | [ 100 ]        |
| Chain Lightning                  | 1950 | Trung tá Matthew "Matt" Brennan                | Warner Bros. | [ 101 ]        |
| In a Lonely Place                | 1950 | Dixon Steele                                   | Santana Productions Đã được thêm vào Viện lưu trữ phim quốc gia vào năm 2007 vì sự quan trọng đáng kể "về mặt văn hóa, lịch sử hoặc thẩm mỹ" | [ 39 ] [ 102 ] |
| The Enforcer                     | 1951 | Biện lý quận Martin Ferguson                   | United States Pictures | [ 100 ]        |
| Sirocco                          | 1951 | Harry Smith                                    | Santana Productions | [ 103 ]        |
| The African Queen                | 1951 | Charlie Allnut                                 | Thắng Giải Oscar cho nam diễn viên chính xuất sắc nhất United Artists                                                                        | [ 104 ]        |
| Deadline – U.S.A.                | 1952 | Ed Hutcheson                                   | Fox Film | [ 105 ]        |
| Battle Circus                    | 1953 | Thiếu tướng Jed Webbe                          | MGM | [ 106 ]        |
| Beat the Devil                   | 1953 | Billy Dannreuther                              | Romulus Films Santana Pictures Corporation                                                                                                   | [ 107 ]        |
| The Caine Mutiny                 | 1954 | Trung úy Chỉ huy trưởng Philip Francis Queeg   | Được đề cử Giải Oscar cho nam diễn viên chính xuất sắc nhất Columbia Pictures                                                                | [ 108 ]        |
| Sabrina                          | 1954 | Linus Larrabee                                 | Paramount Pictures | [ 109 ]        |
| The Barefoot Contessa            | 1954 | Harry Dawes                                    | Figaro United Artists | [ 110 ]        |
| We're No Angels                  | 1955 | Joseph                                         | Paramount Pictures | [ 111 ]        |
| The Left Hand of God             | 1955 | James "Jim" Carmody                            | Fox Film | [ 112 ]        |
| The Desperate Hours              | 1955 | Glenn Griffin                                  | Paramount Pictures | [ 113 ]        |
| The Harder They Fall             | 1956 | Eddie Willis                                   | Columbia Pictures | [ 114 ]        |

## Các lần xuất hiện trên phim không được ghi danh (1944–1954)
Thi thoảng Bogart xuất hiện trong các tác phẩm gây quỹ công khai hoặc thể hiện chủ nghĩa ái quốc trên phim. Ông cũng xuất hiện trong vai khách mời, một số không được ghi danh, trong những bộ phim khác.
| Tên phim                  | Năm  | Ghi chú                                                                                                 | Nguồn. |
| ------------------------- | ---- | --- | ------ |
| I Am an American          | 1944 | Sản xuất cho Ngày Hiến pháp                                                                             | [ b ]  |
| Report from the Front     | 1944 | Phim ngắn gây quỹ của Hội Chữ thập Đỏ Hoa Kỳ                                                            | [ 29 ] |
| Hollywood Victory Caravan | 1944 | Phim quảng bá cho Trái phiếu Victory                                                                    | [ 29 ] |
| Two Guys From Milwaukee   | 1946 | Một bộ phim của Warner Bros., với Bogart và Bacall làm cameo không ghi danh cùng ngồi tại một cái bàn   | [ 29 ] |
| Always Together           | 1948 | Vai nhỏ trong tác phẩm nhại lại bộ phim Stella Dallas, Bogart vào vai cameo đang khóc bên khung cửa sổ. | [ 29 ] |
| Road to Bali              | 1952 | Một đoạn trích ngắn lấy từ phim The African Queen                                                       | [ 29 ] |
| US Savings Bond trailer   | 1952 | Bogart kêu gọi người dân Mỹ mua trái phiếu tiết kiệm                                                    | [ 29 ] |
| The Love Lottery          | 1954 | Cameo không ghi danh Phim có sự góp mặt của David Niven cho Ealing Studios                              | [ 29 ] |

## Phát thanh và truyền hình (1939–1955)
Bogart đã xuất hiện trên rất nhiều chương trình phát thanh và truyền hình trong suốt sự nghiệp của mình. Lux Radio Theater là một loạt chương trình tuyển tập radio bao gồm những bản chuyển thể của các vở kịch tại sân khấu Broadway và kịch bản phim. Chương trình được phát sóng trên đài Blue Network của National Broadcasting Company (tiền thân American Broadcasting Company; 1934–35); đài CBS (1935–54) và đài NBC (1954–55). The Screen Guild Theater (hay còn gọi là Gulf Screen Guild Theater hoặc Stars in the Air) là loạt tuyển tập radio được phát sóng từ năm 1939 đến 1952. Academy Award Theatre là chương trình radio năm 1946 bao gồm các bản chuyển thể kịch nói từ kịch bản phim. Kraft Music Hall là một chương trình tạp kỹ phát thanh trên đài NBC từ năm 1933 đến năm 1949. Loạt chương trình phát thanh nửa giờ Bold Venture, dài 78 tập trong khoảng thời gian từ 1951 đến 1952, được tạo ra bởi Santana Productions, cũng đóng vai trò như một phương tiện quảng bá cho Bogart và vợ ông là Lauren Bacall.
| Chương trình                            | Tập phim                     | Ngày phát sóng       | Nguồn.  |
| --------------------------------------- | ---------------------------- | -------------------- | ------- |
| Lux Radio Theatre                       | Bullets or Ballots           | 17 tháng 4 năm 1939  | [ 121 ] |
| The Gulf Screen Guild Theater           | The Petrified Forest         | 7 tháng 1 năm 1940   | [ 122 ] |
| The Gulf Screen Guild Theater           | The Amazing Dr. Clitterhouse | 2 tháng 11 năm 1941  | [ 123 ] |
| The Gulf Screen Guild Theater           | If Only You Could Cook       | 23 tháng 11 năm 1941 | [ 122 ] |
| The Screen Guild Theater                | High Sierra                  | 4 tháng 1 năm 1942   | [ 124 ] |
| Jack Benny Radio Program                | The Frightwig Murder Case    | 1 tháng 2 năm 1942   | [ 125 ] |
| The Screen Guild Theater                | Casablanca                   | 26 tháng 4 năm 1943  | [ 126 ] |
| The Screen Guild Theater                | The Maltese Falcon           | 20 tháng 9 năm 1943  | [ 127 ] |
| Screen Guild Players                    | High Sierra                  | 17 tháng 4 năm 1944  | [ 128 ] |
| Lux Radio Theatre                       | Moontide                     | 30 tháng 4 năm 1945  | [ 129 ] |
| Academy Award Theatre                   | The Maltese Falcon           | 3 tháng 7 năm 1946   | [ 127 ] |
| Lux Radio Theatre                       | To Have and Have Not         | 14 tháng 10 năm 1946 | [ 130 ] |
| Jack Benny Radio Program                |                              | 5 tháng 1 năm 1947   | [ 131 ] |
| Kraft Music Hall                        |                              | 6 tháng 11 năm 1947  | [ 132 ] |
| Lux Radio Theatre                       | Treasure of the Sierra Madre | 18 tháng 4 năm 1949  | [ 133 ] |
| Bold Venture                            | 78 tập của loạt radio        | 26 tháng 3 năm 1951  | [ 134 ] |
| Stars in the Air (Screen Guild Theater) | The House on 92nd Street     | 3 tháng 5 năm 1952   | [ 135 ] |
| Lux Radio Theatre                       | The African Queen            | 15 tháng 12 năm 1952 | [ 136 ] |
| Jack Benny television program (CBS -TV) |                              | 25 tháng 10 năm 1953 | [ 137 ] |
| Producers' Showcase (NBC -TV)           | The Petrified Forest         | 30 tháng 5 năm 1955  | [ 51 ]  |

## Giải thưởng và danh hiệu
Đề cử đầu tiên của Bogart cho Giải Oscar cho nam diễn viên chính xuất sắc nhất là vai diễn trong bộ phim Casablanca (1942), tác phẩm mà ban đầu ông và các diễn viên Ingrid Bergman và Paul Henreid tin rằng nội dung không có nhiều ý nghĩa. Bogart đã giành được giải thưởng tại lần đề cử thứ hai cho màn trình diễn năm 1951 của ông trong tác phẩm The African Queen của United Artists. Ông cũng được đề cử vào hạng mục lần thứ ba với vai diễn trong phim The Caine Mutiny (1954). Ông sau đó đã nhận được một ngôi sao trên Đại lộ Danh vọng Hollywood vào năm 1960. Bưu điện Hoa Kỳ cũng vinh danh Bogart vào năm 1997 trong một buổi lễ tại Nhà hát Trung Hoa Grauman, công bố con tem của Bogart như là một phần của bộ tem "Những nhân vật Hollywood huyền thoại". Năm 2006, con phố trước ngôi nhà thời niên thiếu của ông đã được đổi tên thành Humphrey Bogart Place.

### Trang web
- "AFI Catalog of Feature Films" [Danh mục phim ảnh của AFI], catalog.afi.com (bằng tiếng Anh), Bản gốc lưu trữ ngày 9 tháng 8 năm 2022, truy cập ngày 13 tháng 8 năm 2022
- "Internet Broadway Database", ibdb.com (bằng tiếng Anh), Bản gốc lưu trữ ngày 8 tháng 8 năm 2022, truy cập ngày 13 tháng 8 năm 2022
- "Turner Classic Movies", tcm.com (bằng tiếng Anh), Bản gốc lưu trữ ngày 13 tháng 8 năm 2022, truy cập ngày 13 tháng 8 năm 2022
- "UCLA Film & Television Archive", library.ucla.edu (bằng tiếng Anh), Bản gốc lưu trữ ngày 12 tháng 8 năm 2022, truy cập ngày 13 tháng 8 năm 2022